# Playoffs de la ABA de 1976
Los Playoffs de la ABA de 1976 supusieron la culminación de la temporada 1975-76 de la ABA, la novena y última de su historia. Los campeones fueron los New York Nets, que derrotaron en las Finales a Denver Nuggets por 4 victorias a 3.
Esta fue la última temporada de la ABA. La fusión con la NBA se produciría el 17 de junio de 1976. El último partido de la historia de la competición tuvo lugar en el Nassau Coliseum de Long Island, Nueva York, el 13 de mayo, que acabó con la victoria de los Nets sobre los Nuggets por 112-106.
Tras perder en primera ronda ante los Nets por 4-3, los San Antonio Spurs se despedirían de la competición sin haber pasado ni una sola ronda de playoffs en la ABA. Tras unirse a la NBA, ganarían cinco campeonatos.
Julius Erving fue elegido MVP de los playoffs, repitiendo galardón tras conseguirlo en 1974, siendo el único jugador de la historia en lograrlo.

## Equipos clasificados
1. Denver Nuggets
2. New York Nets
3. San Antonio Spurs
4. Kentucky Colonels
5. Indiana Pacers

## Tabla
|  | Cuartos de final | Cuartos de final  | Cuartos de final |                   |   | Semifinales | Semifinales | Semifinales |  |     | Finales de la ABA | Finales de la ABA | Finales de la ABA |  |
|  |                  |                   |                  |                   |   |             |             |             |  |     |                   |                   |                   |  |
|  |                  |                   |                  |                   |   |             |             |             |  |     |                   |                   |                   |  |
|  |                  |                   |                  |                   |   |             |             |             |  |     |                   |                   |                   |  |
|  |                  |                   |                  |                   |   |             |             |             |  |     |                   |                   |                   |  |
|  |                  |                   |                  |                   |   |             |             |             |  |     |                   |                   |                   |  |
|  |                  | # 1               | Denver Nuggets   | 4                 |   |             |             |             |  |     |                   |                   |                   |  |
|  |                  |                   |                  | 4                 |   |             |             |             |  |     |                   |                   |                   |  |
|  |                  |                   | # 4              | Kentucky Colonels | 3 |             |             |             |  |     |                   |                   |                   |  |
|  | # 4              | Kentucky Colonels | # 4              | Kentucky Colonels | 3 | 2           |             |             |  |     |                   |                   |                   |  |
|  | # 4              | Kentucky Colonels |                  |                   |   |             |             |             |  |     |                   |                   |                   |  |
|  | # 5              | Indiana Pacers    | 1                |                   |   |             |             |             |  |     |                   |                   |                   |  |
|  | # 5              | Indiana Pacers    | 1                |                   |   |             |             |             |  | # 1 | Denver Nuggets    | 2                 |                   |  |
|  |                  |                   |                  |                   |   |             |             |             |  | # 1 | Denver Nuggets    | 2                 |                   |  |
|  |                  |                   | # 2              | New York Nets     | 4 |             |             |             |  |     |                   |                   |                   |  |
|  |                  |                   | # 2              | New York Nets     | 4 |             |             |             |  |     |                   |                   |                   |  |
|  |                  |                   |                  |                   |   |             |             |             |  |     |                   |                   |                   |  |
|  |                  |                   |                  |                   |   |             |             |             |  |     |                   |                   |                   |  |
|  |                  | # 2               | New York Nets    | 4                 |   |             |             |             |  |     |                   |                   |                   |  |
|  |                  |                   |                  | 4                 |   |             |             |             |  |     |                   |                   |                   |  |
|  |                  |                   | # 3              | San Antonio Spurs | 3 |             |             |             |  |     |                   |                   |                   |  |
|  |                  |                   | # 3              | San Antonio Spurs | 3 |             |             |             |  |     |                   |                   |                   |  |
|  |                  |                   |                  |                   |   |             |             |             |  |     |                   |                   |                   |  |
|  |                  |                   |                  |                   |   |             |             |             |  |     |                   |                   |                   |  |
|  |                  |                   |                  |                   |   |             |             |             |  |     |                   |                   |                   |  |
|  |                  |                   |                  |                   |   |             |             |             |  |     |                   |                   |                   |  |

## Marcadores

### Cuartos de final
(1) Denver Nuggets, (2) New York Nets, (3) San Antonio Spurs accedieron directamente a semifinales de división.
(4) Kentucky Colonels vs. (5) Indiana Pacers:
Colonels gana las series 2-1
- Partido 1 @ Kentucky:  Kentucky 120, Indiana 109
- Partido 2 @ Indiana:  Indiana 109, Kentucky 95
- Partido 3 @ Kentucky:  Kentucky 100, Indiana 99

### Semifinales
(1) Denver Nuggets vs. (4) Kentucky Colonels:
Nuggets gana las series 4-3
- Partido 1 @ Denver:  Denver 110, Kentucky 107
- Partido 2 @ Denver:  Kentucky 138, Denver 110
- Partido 3 @ Kentucky:  Kentucky 126, Denver 114
- Partido 4 @ Kentucky:  Denver 108, Kentucky 106
- Partido 5 @ Denver:  Denver 127, Kentucky 117
- Partido 6 @ Kentucky:  Kentucky 119, Denver 115
- Partido 7 @ Denver:  Denver 133, Kentucky 110

(2) New York Nets vs. (3) San Antonio Spurs:
Nets gana las series 4-3
- Partido 1 @ New York:  New York 116, San Antonio 101
- Partido 2 @ New York:  San Antonio 105, New York 79
- Partido 3 @ San Antonio:  San Antonio 111, New York 103
- Partido 4 @ San Antonio:  New York 110, San Antonio 108
- Partido 5 @ New York:  New York 110, San Antonio 108
- Partido 6 @ San Antonio:  San Antonio 115, New York 110
- Partido 7 @ New York:  New York 121, San Antonio 114

### Finales
(1) Denver Nuggets vs. (2) New York Nets:
Nets gana las series 4-2
- Partido 1 (1 de mayo) @ Denver:  New York 120, Denver 118
- Partido 2 (4 de mayo) @ Denver:  Denver 127, New York 121
- Partido 3 (6 de mayo) @ New York:  New York 117, Denver 111
- Partido 4 (8 de mayo) @ New York:  New York 121, Denver 112
- Partido 5 (11 de mayo) @ Denver:  Denver 118, New York 110
- Partido 6 (13 de mayo) @ New York:  New York 112, Denver 106